# Akasa
Akasa Group je podjetje, ki proizvaja računalniške komponente. Akaso so ustanovili leta 1997 in ima sedež v Tajpeju in Londonu. Svetovno znana blagovna znamka akasa slovi po izdelkih za preoblikovanja računalnikov, t. i. PC moddingu, ter po zelo učinkovitih hladilnih sistemih za tišanje in boljše hlajenje vedno glasnejših sistemov. Izdelke akasa odlikujejo visoka kakovost, uporaba najnovejše tehnologije in dostopne cene.

## Proizvodi
Akasa proizvaja veliko kompoment:
- kable IDE
- svetila v računalniku
- računalniška ohišja
- regulatorje ventilatorjev
- hladila CPU
- ventilatorje
- napajalnike
- sistemske hladilnike (paste, ventilaroje za trde diske, ...)